# Dispositivo a chiave per il blocco dei veicoli

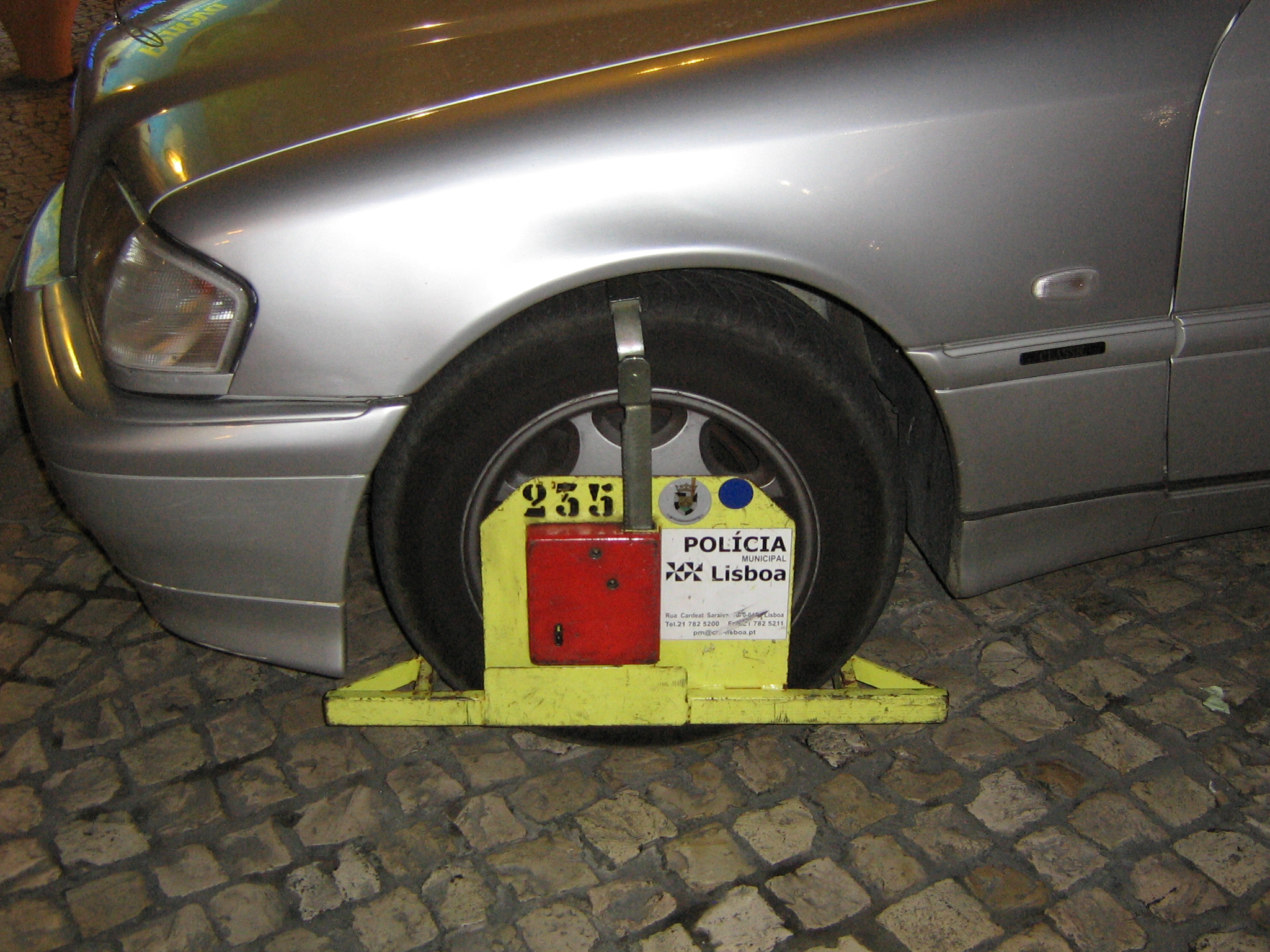
Ganascia utilizzata dalla polizia di Lisbona

Il dispositivo a chiave per il blocco dei veicoli, detto anche ganascia, ceppo o bloccaruota, è un attrezzo meccanico utilizzato per impedire lo spostamento dei veicoli a motore, costituito da un morsetto che circonda una ruota del veicolo, progettato in modo da impedire la rimozione sia dello stesso attrezzo sia della ruota.
Le ganasce possono essere impiegate dalle forze di polizia come sanzione accessoria per la violazioni delle norme sulla circolazione stradale, in particolar modo quelle relative al parcheggio (sanzione accessoria oggi caduta quasi in disuso). Peraltro, sono altresì disponibili in commercio analoghi dispositivi (di dimensioni più ridotte) adoperati come dispositivi antifurto meccanico per uso personale, in alternativa al blocco dello sterzo.

## Storia

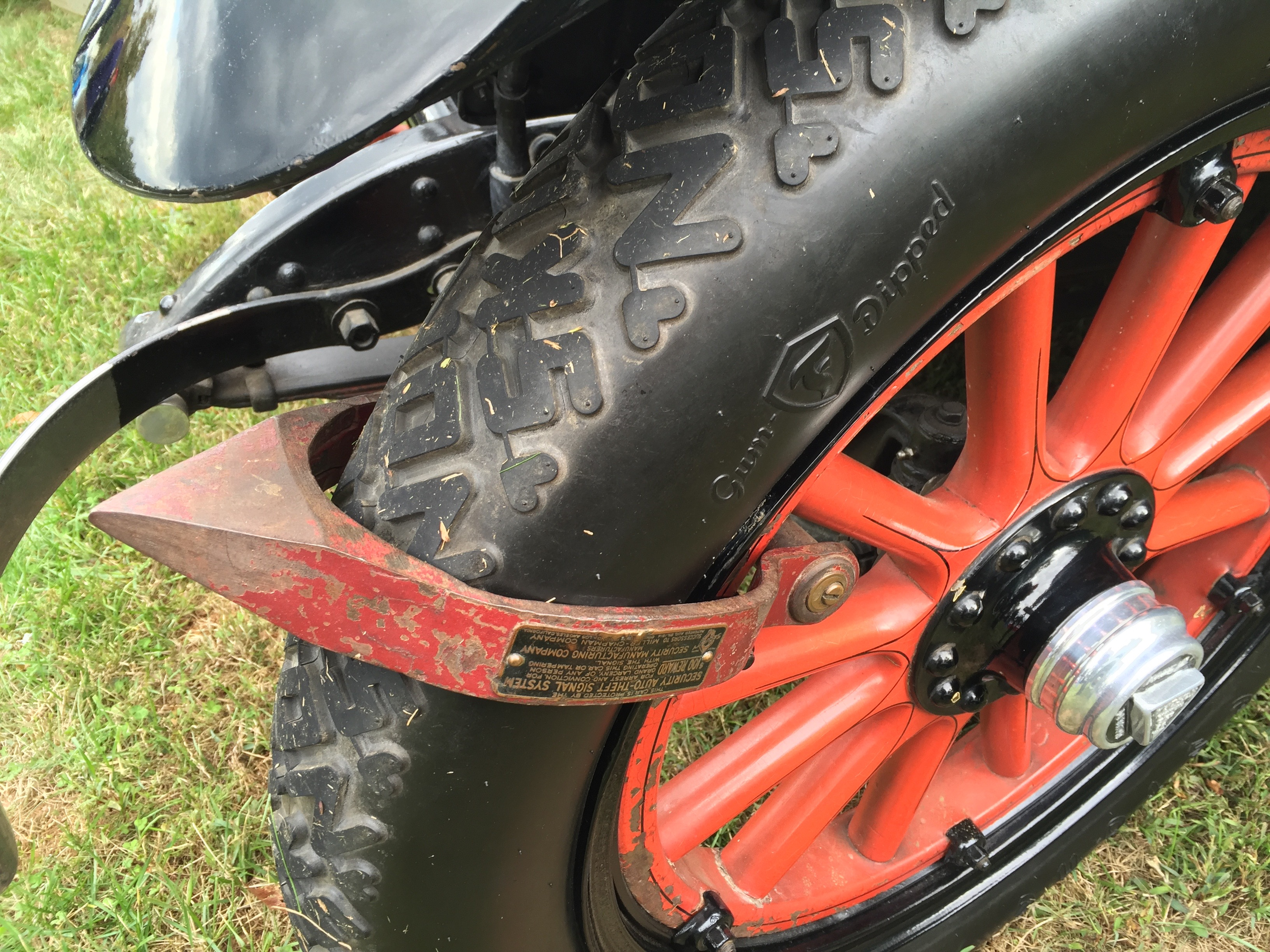
Ganascia antifurto degli anni 1920

Quando venne introdotta sul mercato e divenne popolare, l'automobile divenne atresì oggetto di furti da parte di ladri o altre persone. Furono così inventati diversi dispositivi di sicurezza, come bloccaruote o cunei da agganciare agli pneumatici, rendendo così impossibile il rotolamento del veicolo (a meno che l'intera ruota non fosse stata rimossa). Tra il 1914 e il 1925 furono brevettati negli Stati Uniti d'America almeno 25 dispositivi di bloccaggio delle ruote, da attaccarsi allo pneumatico o alla ruota o fra i raggi.
Le ganasce moderne, impiegate come sanzione accessoria dalle forze di polizia, furono inventate nel 1944 e brevettate nel 1958 da Frank Marugg, modellista statunitense, violinista dell'Orchestra sinfonica di Denver e un amico di molti politici e funzionari del dipartimento di polizia di Denver, il quale stava studiando una soluzione per un crescente problema di applicazione delle norme sui parcheggi. All'epoca i poliziotti della capitale del Colorado erano soliti rimuovere le autovetture contravvenzionale, trainandole fino al deposito municipale, dove però venivano spesso vandalizzate, con conseguente obbligo di risarcimento dei danni da parte della polizia. Il poliziotto Dan Stills pensò quindi che un immobilizzatore avrebbe potuto evitare il costoso problema del traino dei veicoli e si rivolse a Marugg con un'idea su come poter bloccare un veicolo. La polizia di Denver utilizzò le ganasce per la prima volta il 5 gennaio 1955 e, nel primo mese, riuscì ad incassare oltre 18.000 dollari (pari a 164.437 dollari nel 2017). Il dispositivo, inizialmente realizzato in acciaio, in seguito venne perfezionato e realizzato in lega d'alluminio, ed ebbe successo: fino al 1976 (data di scadenza del brevetto) vennero venduti oltre 2.000 pezzi, non solo alle forze di polizia, ma anche a proprietari di parcheggi, alberghi e stazioni sciistiche. Vennero realizzate anche versioni di grande dimensioni per veicoli agricoli e camion. L'uso delle ganasce ha permesso alla città di Denver di mantenere per 50 anni una delle più alte percentuali di incasso delle multe per il parcheggio di qualsiasi città degli Stati Uniti.

## Funzione
A seconda della legislazione dei diversi Stati, le ganasce possono svolgere molteplici funzioni, tra cui:
- imporre una sanzione amministrativa accessoria contro i parcheggi non autorizzati o irregolari, al posto della rimozione e traino del veicolo presso il deposito autorizzato, operazione a volte difficile o impossibile da eseguire nei centri storici o in strade particolarmente strette. In questi casi, l'organo accertatore che ha collocato il morsetto può richiedere il pagamento di un'ulteriore somma di denaro per rimuovere il dispositivo;
- esonerare l'organo accertatore dall'obbligo di custodia del veicolo;
- ottenere un effetto deterrente ben visibile, facendo desistere altri automobilisti dal parcheggiare in divieto di sosta in prossimità di vetture già bloccate;[8]
- ottenere il pagamento immediato della sanzione (o versamento della cauzione prevista) per infrazioni alla circolazione commessi da conducenti di veicoli con targa straniera, che viceversa dopo essere tornati in patria potrebbero essere incentivati a non pagare l'importo dovuto, tenuto conto della difficoltà delle notificazioni all'estero e dell'eventuale iscrizione a ruolo e recupero del credito;
- ottenere il pagamento a saldo di precedenti sanzioni pecuniarie o altri debiti non ancora pagati. In tal caso la sanzione del blocco può anche essere virtuale, come nel caso del fermo amministrativo o delle cosiddette "ganasce fiscali", con cui viene sospesa la validità della carta di circolazione;
- impedire la circolazione di un veicolo con documentazione irregolare (revisione o assicurazione scaduta) o rubato;
- impedire la guida da parte di un conducente con patente di guida sospesa o in condizioni psicofisiche inadatte alla guida (esempio: stato di ebbrezza);
- impedire la fuga di una persona sottoposta a misure di sicurezza o ricercata.

Per motivi di sicurezza, le ganasce possono essere impiegate anche dall'utilizzatore del veicolo come sistema deterrente di antifurto meccanico.

## Uso

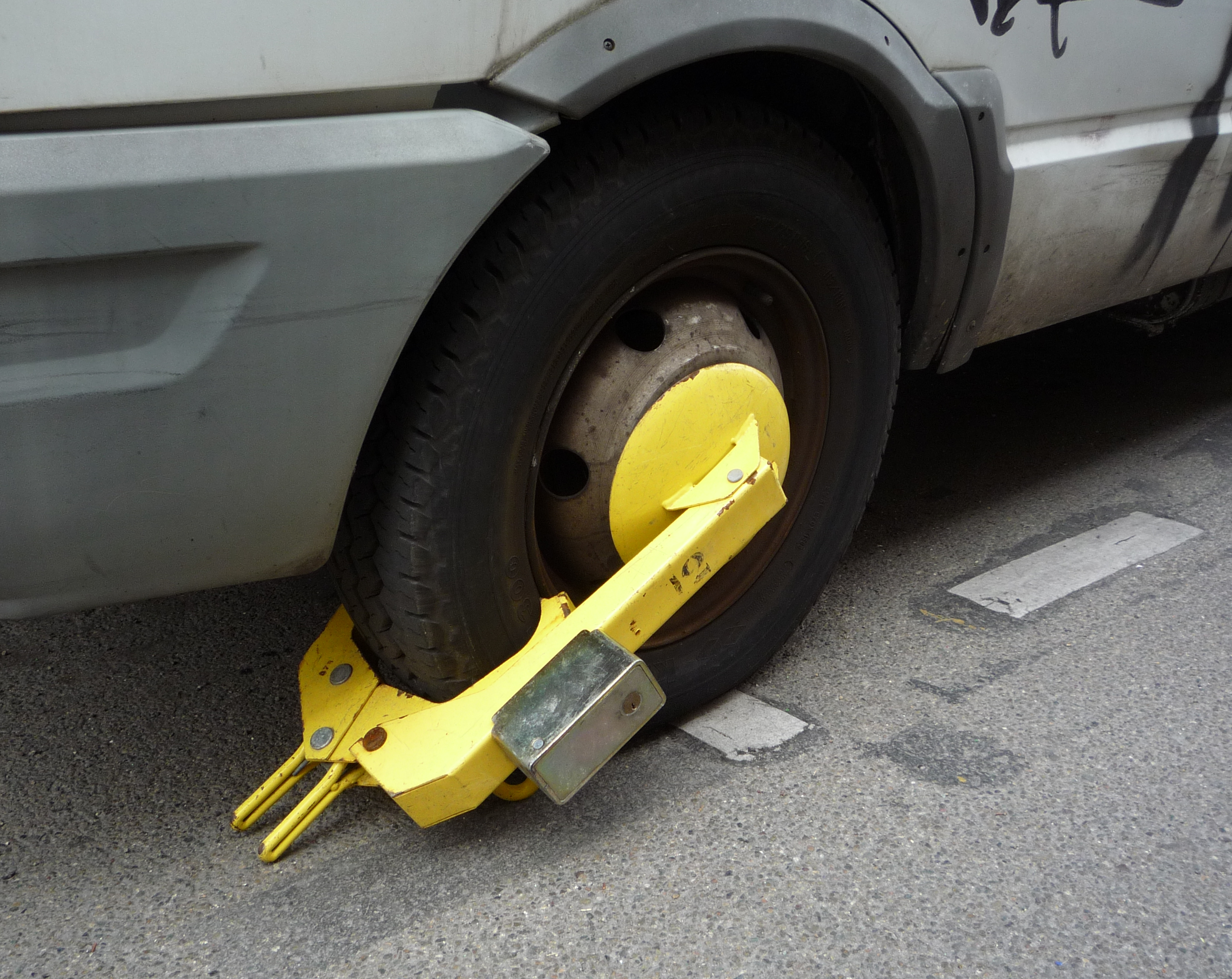
Un sabot de Denver utilizzato a Parigi

Le ganasce, generalmente colorate di giallo o altro colore ben visibile, devono essere installate sulla ruota motrice dal lato del guidatore, in modo che lo stesso al ritorno si accorga subito della presenza del dispositivo.
Per prevenire eventuali distrazioni o tentativi di illecita messa in moto del veicolo, è altresì opportuno lasciare, sul finestrino o maniglia del lato guida, un avviso di sicurezza che avverta del possibile danneggiamento del veicolo o della ruota nel tentativo di spostamento.

## Diffusione

### In Italia

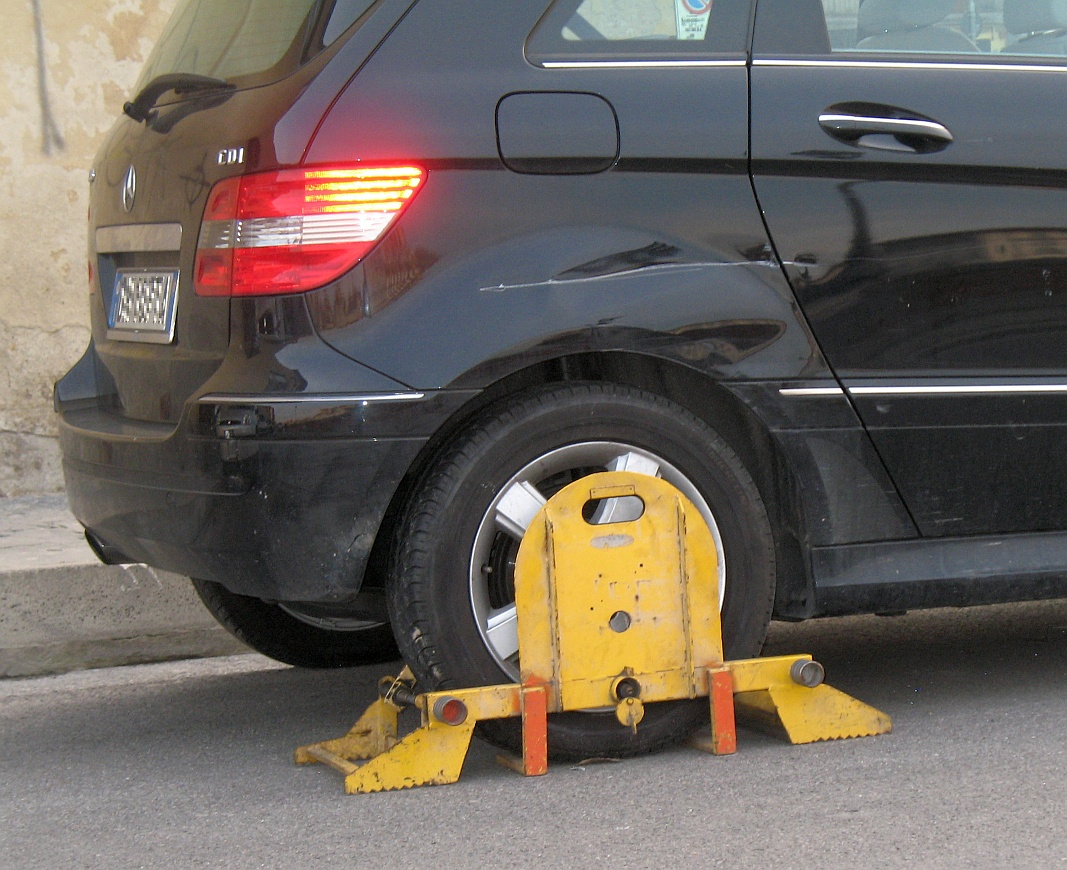
Attrezzo a chiave per il blocco dei veicoli in uso a Firenze nel 2008

L'uso dello "attrezzo a chiave per il blocco dei veicoli" è disciplinato dell'articolo 159 del Codice della strada italiano (CdS), il quale lo configura come sanzione accessoria alternativa allo spostamento del veicolo che si trovi in aree di divieto di sosta, a meno che lo stesso non sia collocato in maniera pericolosa o d'intralcio alla circolazione (in tal caso è possibile solo lo spostamento). Ai sensi dell'articolo 215 CdS, il blocco del veicolo può essere disposto solo da un organo di polizia che abbia accertato la violazione. La rimozione del blocco è effettuata previa richiesta dell'utilizzatore del veicolo, il quale deve altresì rimborsare le spese di intervento, bloccaggio e rimozione del blocco, con diritto alla ritenzione.

## Controversie e aspetti legali
L'apposizione delle ganasce agli autoveicoli in sosta vietata è stata oggetto di controversie e azioni giudiziarie, in quanto tale sanzione accessoria è stata considerata sproporzionata rispetto alla finalità della norma. Infatti, tra gli aspetti negativi relativi all'apposizione delle ganasce, vi è quello che, dovendo aspettare per il loro sblocco, si potrebbe prolungare l'intralcio alla circolazione, quando viceversa la rimozione forzata o il rapido ritorno del conducente trasgressore consentirebbero la liberazione dell'area illegalmente occupata in tempi più rapidi.
L'apposizione delle ganasce e, successivamente, la richiesta di pagare un prezzo per ottenere lo sblocco della ruota potrebbero inoltre ledere il diritto di difesa degli interessati, posto che qualunque trasgressore, prima del pagamento della sanzione, ha il diritto di presentare propri scritti difensivi contro l'accertamento della violazione.
Peraltro, nel caso in cui le ganasce fossero apposte da gestori privati di parcheggi (in assenza quindi di un verbale di accertamento di violazione di norme sulla circolazione elevato da un organo di polizia), può configurarsi come ipotesi di reato di esercizio arbitrario delle proprie ragioni e abuso d'ufficio, mentre la richiesta di corresponsione di un prezzo per lo sblocco del dispositivo può configurare quella di estorsione o furto a scopo di estorsione, In altri casi relativi a rimozione o blocco di veicoli in parcheggi privati è stato contestato anche il reato di associazione a delinquere finalizzata all'esercizio arbitrario delle proprie ragioni con violenza alle cose, usurpazione di pubbliche funzioni ed estorsione.
Per queste ragioni, negli ultimi anni questo tipo di dispositivo è praticamente caduto in disuso.